# Turneffe
Turneffe ist ein im nördlichen karibischen Meer gelegenes Atoll. Es gehört zu Belize (ehem. Britisch-Honduras) und ist das größte der drei Belize vorgelagerten Atolle, vor Lighthouse Reef und Glover’s Reef.
Das Turneffe-Atoll liegt 32 km östlich der Stadt Belize sowie südöstlich von Ambergris Caye und Caye Caulker. Es ist 48,3 km lang und 16,1 km breit. Die Gesamtfläche beträgt 525 km². Die Lagune ist bis zu acht Meter tief. Die maximale Erhebung liegt 1,5 Meter über dem Meeresspiegel.

## Geografie
Das Turneffe Atoll zählt zu den sich am besten entwickelnden Atollen der ganzen Karibik. Das Atoll ist weitgehend von Mangroven bedeckt, während die inneren Lagunen ausgeprägte Seegrassysteme aufweisen. Die sandigen Strände des östlichen Teils des Atolls bieten wichtige Nistplätze für Schildkröten und Krokodile. Das Riff beherbergt mehr als 260 Fischarten. Hierzu zählen unter anderem der vom Aussterben bedrohte Goliath Grouper aus der Gattung Epinephelus der Zackenbarsche sowie der ebenfalls bedrohte große Hammerhai. Das Turneffe Atoll Meeresreservat gilt als das größte Meeresreservat in ganz Belize.

### Lagunen
Das Atoll weist nicht eine, sondern zwei Lagunen auf. Die weitaus größere, 27 km lange Southern Lagoon weist die sechsfache Fläche der Northern or Vincent's Lagoon auf. Die Lagunen sind nicht tief; die größte Tiefe von sieben Metern liegt im nördlichen Teil der Southern Lagoon, während die Northern Lagoon nur zwei bis vier Meter tief ist.

### Inseln
Zu den Einzelinseln des Atolls gehören:
- Cross Cay
- Blackbird Cay
- Baby Roach Cay
- Pelican Cay
- Dog Flea Cay
- Cockroach Cay
- Soldier Cay
- Douglas Cay
- Three Corner Cay
- Calabash Cays (Big und Little C., und zwei weitere)
- Shag Cay Bluff
- Cross Cay
- Crawl Cay
- Pelican Cay
- Mauger Cay
- Man of War Cay
- Coco Tree Cay
- Big Cay Bokel
- Pelican Cay
- Grassy Cay Range
- Crayfish Range
- Deadman’s Cays (Deadman I bis Deadman V)

Die bei weitem größten Inseln sind Douglas Cay (70,45 km²) und Blackbird Cay (19,83 km²).

## Wirtschaft
Die Tourismusindustrie zählt zu den wichtigsten Einnahmequellen von Belize. Auf dem Turneffe-Atoll sind drei Resorts angesiedelt. Das Atoll gilt als das größte Korallen-Riffsystem der westlichen Hemisphäre und wird entsprechend von Schnorchlern, Tauchern und Sportfischern bereist. Im Jahr 2012 fanden Tagesausflüge von 6894 Gruppen von Sporttauchern zum Atoll statt. Der größte Teil der Sporttaucher wird per Tauchboot vom Festland oder den umliegenden Inseln an das Atoll gebracht. Als beliebte Tauchplätze gelten der Black Coral Wall, Vincent Wall und Sandy Lane.